# 泰国大理院
泰国大理院（羅馬化：San Dika）是泰国负责刑事及民事案件的最高裁决机构。大理院位於泰国首都曼谷，其运作独立于泰国行政法院与泰国宪法法院。大理院根据任案件的当事一方的呈请复审上诉法院的案件。经大理院裁判的案件为终审案件，与讼各方均不得再行上诉。
现任大理院院长为泰国首席大法官维拉蓬·汤苏万。

## 历任院长
- 屏滴·素乍利军
- 抑他尼滴
- 维拉·林维差
- 颂超